# Chrysopa camposana
Chrysopa camposana är en insektsart som beskrevs av Navás 1935. Chrysopa camposana ingår i släktet Chrysopa och familjen guldögonsländor. Inga underarter finns listade i Catalogue of Life.